# Lars Kober
Lars Kober (Berlín, 19 de octubre de 1976) es un deportista alemán que compitió en piragüismo en la modalidad de aguas tranquilas.
Participó en los Juegos Olímpicos de Sídney 2000, obteniendo una medalla de bronce en la prueba de C2 1000 m. Ganó una medalla de bronce en el Campeonato Europeo de Piragüismo de 1997.

## Palmarés internacional
| Juegos Olímpicos   | Juegos Olímpicos   | Juegos Olímpicos  | Juegos Olímpicos |
| Año                | Lugar              | Medalla           | Competición      |
| ------------------ | ------------------ | ----------------- | ---------------- |
| 2000               | Sídney (Australia) | Medalla de bronce | C2 1000 m        |
| Campeonato Europeo |                    |                   |                  |
| Año                | Lugar              | Medalla           | Competición      |
| 1997               | Plovdiv (Bulgaria) | Medalla de bronce | C2 1000 m        |